# Priehyby (Góry Czerchowskie)

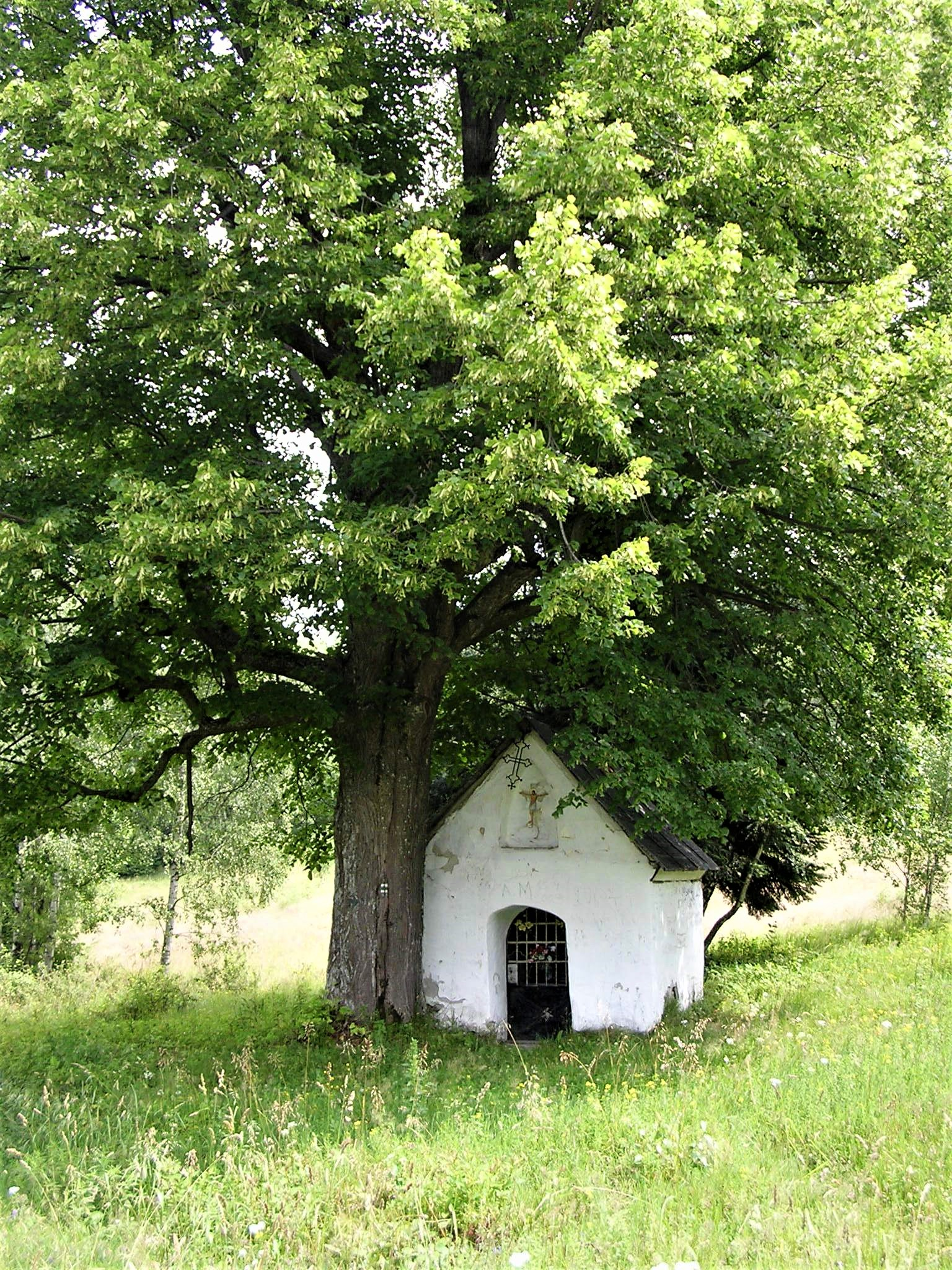
Kapliczka pod przełęczą Priehyby

Priehyby (słow. Sedlo Priehyby; 815 m n.p.m.) – przełęcz w Górach Czerchowskich w północno-wschodniej Słowacji. Najgłębiej wcięta i jedyna o znaczeniu komunikacyjnym przełęcz w głównym grzbiecie tych gór.

## Położenie, charakterystyka
Przełęcz znajduje się w głównym grzbiecie Gór Czerchowskich, mniej więcej w połowie jego długości, pomiędzy szczytami Hrašovík (lub Horošovík; 1009 m n.p.m.) od strony wsch. i długim grzbietem Dvorisk (1057 m n.p.m.) od strony zach. Siodło przełęczy głęboko wcięte, dość szerokie i płaskie, stoki opadające spod przełęczy ku pn. niezbyt strome, natomiast te opadające ku pd. znacznie stromsze. W kierunku pn. spod przełęczy spływa Vlčí potok, prawobrzeżny dopływ Topli, natomiast w kierunku pd. – potok Hrašov, będący źródłowym tokiem Ľutinki, lewobrzeżnego dopływu Torysy.
Tuż pod siodłem przełęczy, przy drodze schodzącej na pn., ku dolinie Vlčieho potoku, przytulona do starej lipy, niewielka, murowana kapliczka nakryta dwuspadowym daszkiem.

## Znaczenie komunikacyjne
Przez przełęcz prowadzi lokalna asfaltowa droga (nr 3183) z Livova na pn. do Olejníkova, a dalej do miejscowości Pečovská Nová Ves na pd. Wąska i kręta, pokonuje największe spiętrzenia stoków pod przełęczą szeregiem serpentyn, stanowiąc jednak znaczący skrót dla tych, którzy chcą się dostać z doliny Topli na pn. do doliny Torysy na pd.

## Turystyka
Przełęcz jest węzłem znakowanych szlaków turystycznych. Głównym grzbietem Gór Czerchowskich przez przełęcz biegną niebieskie  znaki szlaku turystycznego z Minčola na Čergov. W poprzek przełęczy, wspomnianą wyżej asfaltówką, prowadzą znaki  zielone z Livova na pn. do Majdanu (górny przysiółek wsi Olejníkov) na pd.